# Jaykur
Jaykur (in arabo جيكور‎?, Jaykūr) è un villaggio iracheno sito a sud-est di Bassora.